# خط کناری

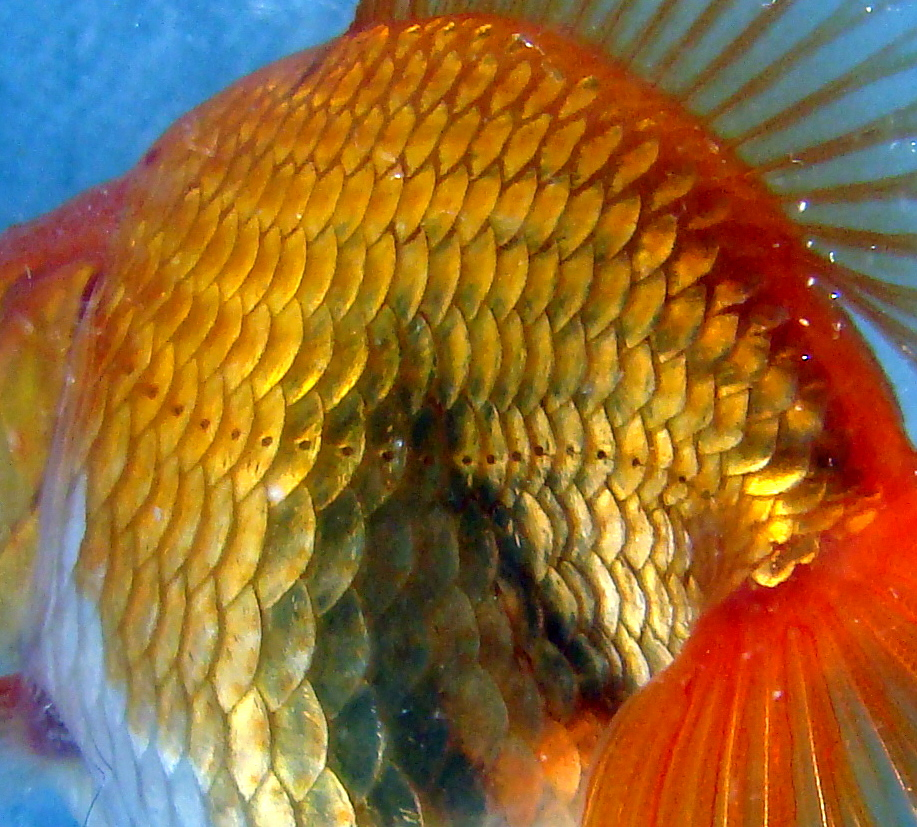
نمای مایل از یک ماهی قرمز (Carassius auratus)، که پولک‌های سوراخ‌دار سیستم خط کناری را نشان می‌دهد.

خط کناری یا خط جانبی (به انگلیسی: Lateral line) که اندام خط جانبی (Lateral Line Organ) نیز نامیده می‌شود، سیستمی از اندام‌های حسی است که در ماهی یافت می‌شود و برای تشخیص حرکت، ارتعاش و شیب فشار در آب پیرامون به کار می‌رود. توانایی حسی از طریق سلول‌های پوششی اصلاح‌شده به نام سلول‌های مویی به دست می‌آید که به جابجایی ناشی از حرکت پاسخ می‌دهند و این سیگنال‌ها را از طریق سیناپس‌های تحریکی به تکانه‌های الکتریکی تبدیل می‌کنند. خطوط جانبی نقش مهمی در رفتار توده ماهی، شکار و جهت‌گیری دارند.
در آغاز تکامل ماهی‌ها، برخی از اندام‌های حسی خط کناری تغییر یافتند تا به عنوان گیرنده‌های الکتریکی به نام آمپول لورنزینی عمل کنند. سیستم خط کناری برای شاخه مهره‌داران قدیمی و پایه‌ای است، زیرا در ماهیانی یافت می‌شود که بیش از ۴۰۰ میلیون سال پیش از هم جدا شده‌اند.